# Яковлев, Николай Николаевич (генеральный директор)
Николай Николаевич Яковлев (родился 11 октября 1958 года, Москва) — советский учёный и педагог высшей школы, российский предприниматель, организатор промышленности. Генеральный директор ОАО АМНТК «Союз» (2005—2008). Генеральный директор ОАО «Тураевское МКБ „Союз“» (2009—2015).

## Биография
Окончил механико-математический факультет МГУ имени М. В. Ломоносова в 1980 году по кафедре теории вероятностей, в 1983 году — аспирантуру там же. Кандидат физико-математических наук (1984), тема диссертационной работы «Экстремальные задачи геометрии чисел», ученик К. А. Рыбникова.
В 1983—1990 годах преподавал в высших учебных заведениях Москвы, вёл научную работу.
В 1990 году был избран депутатом Ленинградского райсовета города Москвы, занял должность заместителя председателя райисполкома по экономике.
С 1992 по 1997 год работал в аппарате Совета безопасности Администрации Президента РФ. С 1999 по 2004 год — заместитель начальника управления Росавиакосмоса, затем — начальник управления Роспатента.
В 2009 году окончил юридический факультет МГУ имени М. В. Ломоносова.
С 2005 года работал в машиностроительном научно-производственном объединении «Союз», 2005—2008 годах генеральный директор ОАО "АМНТК «Союз» (Москва). В ноябре 2009 года возглавил ОАО "Тураевское МКБ «Союз» (ныне — в составе ОАО «Корпорации „Тактическое ракетное вооружение“», руководил предприятием до 2015 года).

## Семья
Отец — Н. Н. Яковлев, мать — О. Н. Яковлева (Киреенко)
Женат, 3 детей.